# アンリ・バルビュス
アンリ・バルビュス（Henri Barbusse、1873年5月17日 - 1935年8月30日）は、フランスの作家、ジャーナリスト、反ファシズム・反戦・平和運動家、共産主義者。自然主義・写実主義のロマン・ノワール『地獄』、ゴンクール賞を受賞した戦争小説『砲火』により作家として揺るぎない地位を築いた後、国際反戦・平和運動「クラルテ」を結成し、機関誌『クラルテ』および後続誌として文学、芸術、科学、経済、社会問題の総合雑誌『モンド（世界）』を創刊・主宰した。
1923年に共産党に入党し、機関紙『リュマニテ』紙の文芸欄編集長を務めるほか、国際革命作家同盟 (UIER) のフランス支部として1932年に結成された革命作家芸術家協会の機関誌『コミューン』の編集委員などを歴任。1932年にロマン・ロランとともに国際反戦会議を招集し、世界29か国から2,196人の知識人が参加した（アムステルダム＝プレイエル運動）。1935年にはロマン・ロラン、アンドレ・ジッド、アンドレ・マルローらとともにファシズムから文化を守ることを目的とした第1回文化擁護国際作家会議を主催した。
パリでクラルテ運動に参加した小牧近江は帰国後に『種蒔く人』を創刊し、プロレタリア文学の先駆けとなった。バルビュスの著書は小牧近江のほか、青野季吉、武林無想庵らが翻訳している。

## 生涯

### 背景
アンリ・バルビュスは1873年5月17日、セーヌ県アニエール（現在はパリ郊外のオー＝ド＝セーヌ県内）にアドリアン・ギュスターヴ・アンリ・バルビュス（Adrien Gustave Henri Barbusse）として生まれた。普仏戦争（フランス第二帝政の崩壊）およびパリ・コミューン後の時代であり、ロマン・ロラン、ポール・クローデル、シャルル・モーラス、アンドレ・ジッド、マルセル・プルースト、ポール・ヴァレリー、シャルル・ペギーらと同世代である。
母は英国系で、バルビュスが3歳のときに死去した。父アドリアン・バルビュス（Adrien Barbusse）はガール県アンデューズの出身であり、同地は18世紀初頭にプロテスタント（ユグノー）の反乱（カミザールの乱）が起こったセヴェンヌ山岳地帯において、特に16世紀から17世紀にかけてプロテスタントの重要な拠点であった。バルビュスの祖父は牧師であり、父アドリアンも牧師になるためにジュネーヴ大学神学部に入学し、学士号を取得したが、帰国後は聖職に就かず、小説家、劇作家、演劇評論家、ジャーナリストとして活躍した。著書に『家庭の天使（L'Ange du foyer）』などがある。

### 学業・詩作

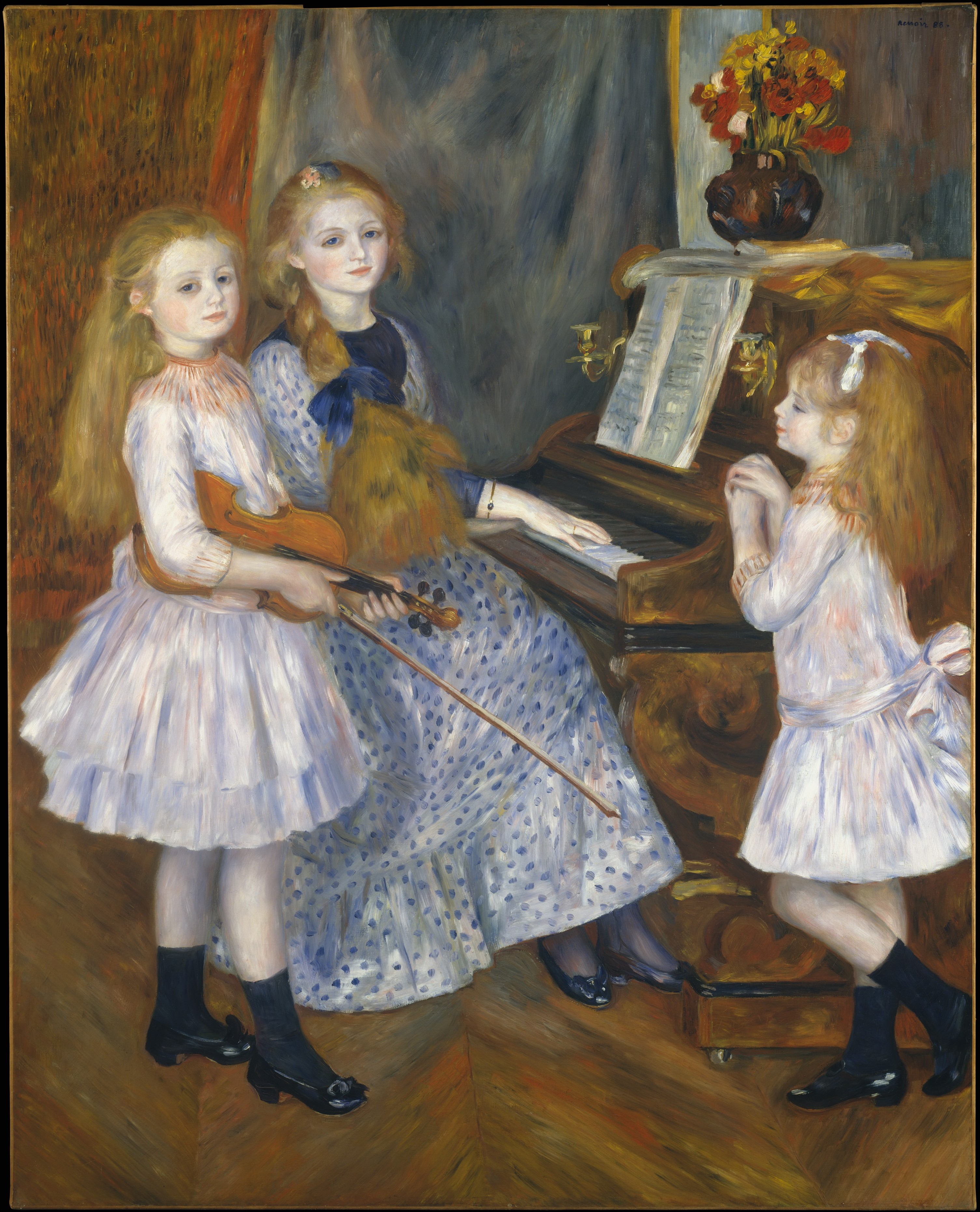
ルノワール作《カチュール・マンデスの娘たち》（1888年、メトロポリタン美術館蔵）- 右端の少女が後のバルビュスの妻エリヨンヌ

詩人ステファヌ・マラルメ、心理学者ピエール・ジャネ、哲学者アンリ・ベルグソンらが教鞭を執っていたパリ9区のコレージュ・ロランに学び、父の影響で文学に親しみ、アレクサンドランなどの定型詩を書き始めた。ソルボンヌ大学に入学し、文学学士号を取得。在学中の1892年（19歳のとき）に保守・国粋主義の新聞『エコー・ド・パリ』（1884年創刊）の詩のコンクールで受賞したのを機に、同紙を主宰していた詩人のカチュール・マンデスやマルセル・シュウォッブに認められ、彼らの象徴派詩人・作家のグループに参加した。特にマンデスはバルビュスの著作活動を積極的に支持し、処女詩集『泣く女たち』（1895年）の出版のために尽力。ロマン派・象徴派的なこの詩集はたちまち好評を博した。
1898年、バルビュスは、マンデスと作曲家オーギュスタ・オルメスの間に生まれた（ルノワール作《カチュール・マンデスの娘たち》で知られる）三人娘の末子のエリヨンヌ（Hélyonne）と結婚した。

### ジャーナリズム
1899年から1902年までジャン・デュピュイ農務相の補佐官を務めたが、この期間以外はもっぱらジャーナリストとして多くの新聞・雑誌に演劇評論や短編を寄稿し、特に当時数々の大衆雑誌を主宰していたピエール・ラフィットが創刊・主宰した『ジュ・セ・トゥー（私は何でも知っている）』誌（探偵小説、冒険小説、空想科学小説、とりわけ、モーリス・ルブランの「アルセーヌ・ルパン」シリーズやコナン・ドイルの作品で人気を博した雑誌）、主にブルジョワ階級の女性を対象とし、フェミナ賞の名前の由来となった『フェミナ』誌、スポーツ雑誌『ラ・ヴィー・オ・グランテール（野外生活）』などの作家・記者として名を成した。これらの雑誌に掲載された作品は第一次大戦を挟んで1914年から22年に発表された短編集『我々他の者たち』、『幻想』、『心の片隅』、『異国の女』に収められている（著書参照）。

### 自然主義小説『地獄』
1903年に最初の小説『哀願する人々』、1908年にゴンクール賞候補作となった代表作『地獄』を発表し、作家として揺るぎない地位を築くことになった。『地獄』は、パリの下宿に住む厭世的な詩人が自室の壁の穴から覗き見した病人、老人、同性愛者などの私生活を描いた作品であり、エロティシズムを含む人間の暗い情念に焦点を当てたエミール・ゾラ風の自然主義小説、写実主義、あるいはペシミズムを基調とするユイスマンス、ミルボー風のロマン・ノワールである。この作品は劇作家アンリ・ベルンスタンや小説家ピエール・ロティに激賞され、「稀にみる、恐るべき才能の持ち主」（ロティ）、（ダンテ作『神曲』の「地獄篇」への言及から）「ダンテの作品を完成させた」（ジュール・ロマン）、「素晴らしく、かつ、恐るべき」作品（アンナ・ド・ノアイユ）、「ついに人間の書が書かれた」（アナトール・フランス）、「本書には天才の荘厳かつ感動的な存在が感じられる」（モーリス・メーテルリンク）といった高い評価を得た。

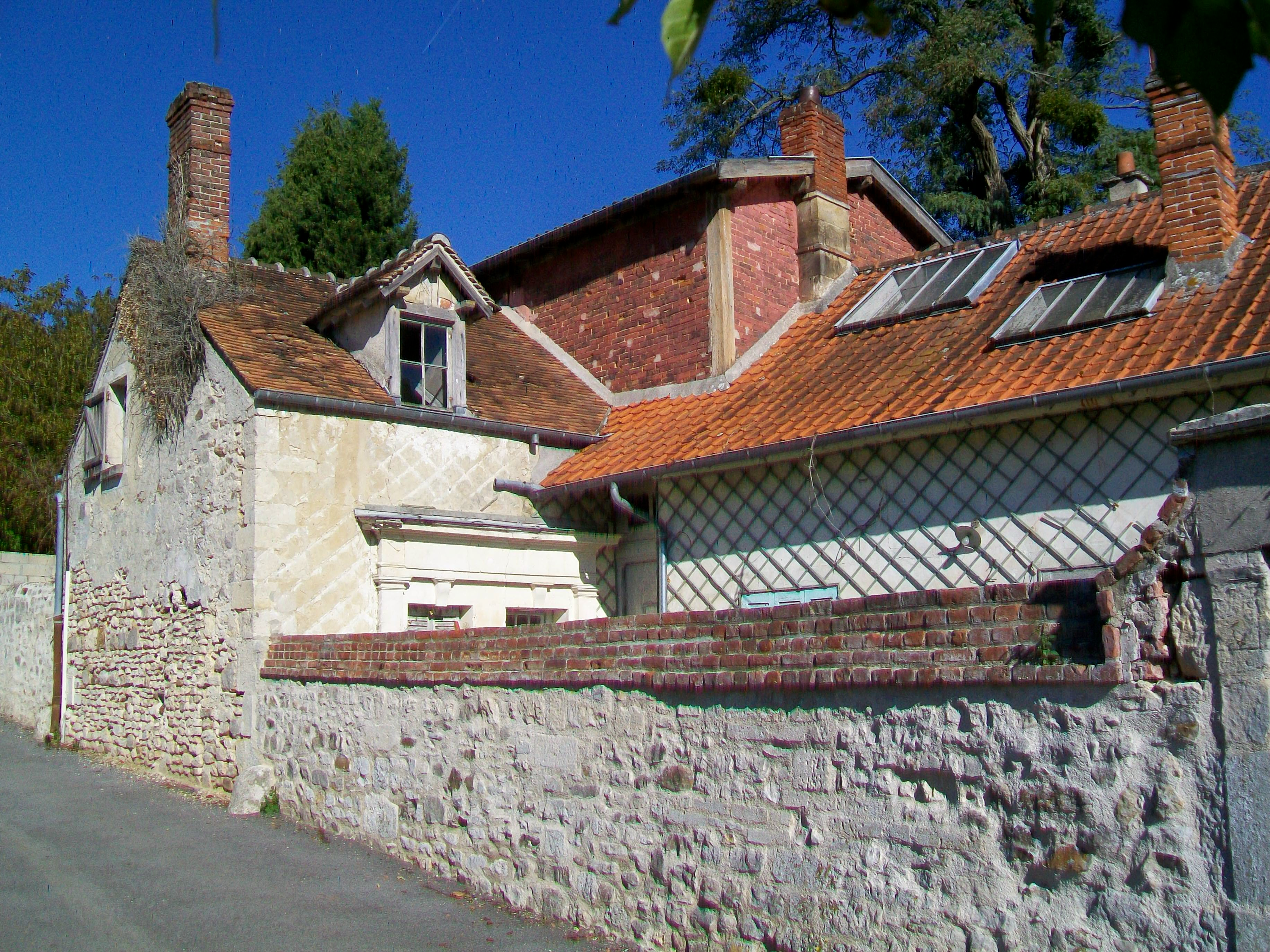
オワーズ県オーモン＝アン＝アラットのアンリ・バルビュス博物館《シルヴィ邸》

こうしてバルビュスは、妻エリヨンヌと度々旅行し、劇場、演奏会、美術展に足繁く通い、フランス北部のオワーズ県オーモン＝アン＝アラットや南仏アルプ＝マリティーム県テウル＝シュル＝メールに別荘を構えるなど、文壇の寵児として華やかな生活を送った（オーモンの別荘《シルヴィ邸》は現在アンリ・バルビュス博物館になっている）。
一方で、生活の華やかさとは裏腹に、『地獄』においてバルビュスが追求したのは人間の「疎外、孤独、絶望 … 弱さ」、「抑圧された人々、苦しむ人々の内奥の声」、「人間の苦悩に対する共感と憐れみ」の表現であり、この意味においてバルビュスはプロレタリア文学の先駆けともされる。そしてこうした探求が後の反戦・平和運動につながることになるが、この頃、上述の大衆雑誌などへの寄稿と併せて、経済学者フレデリック・パシー（1901年ノーベル平和賞受賞）と生理学者シャルル・リシェ（1913年ノーベル生理学・医学賞受賞）が主宰する反戦・平和運動「フランス国家間仲裁協会」の機関誌『平和評論（Revue de la paix ）』や『権利としての平和（La Paix par le Droit）』などにも寄稿し始め、平和主義、国際主義、社会主義への傾倒を深めていった。

### 戦争小説『砲火』
1914年に第一次世界大戦が勃発し、同年8月2日に発せられた総動員令（Mobilisation française de 1914）では20歳から38歳の健康な男性を兵役に服させることを定めていたにもかかわらず、41歳でもともと肺が弱かったバルビュスが、同日、即座に志願した。1914年8月9日付『リュマニテ』紙に掲載された同紙編集長宛のバルビュスの手紙には、「予備兵とされたが、前線で戦うことを希望し、まもなく一歩兵として出発する。… この戦争は社会戦争であって、… 軍国主義と帝国主義に対する闘いである。… 自分の命を犠牲にしたとしても、また、喜んで戦地に赴くのであれば、それはフランス人としてのみならず、人間としてである」と書かれている（1920年刊『戦士のことば』所収）。
バルビュスは17か月にわたって兵役に就いた。うち、11か月は一兵士、次いで衛生兵として前線で戦ったが、病に倒れ、参謀本部事務局、さらに野戦病院に勤務した。この間の体験を妻に書き送り、これをもとに小説『砲火』を執筆した。これをジャーナリストのギュスタヴ・テリーが戦時中の検閲に抵抗して、1916年、自ら主宰する新聞『ルーヴル』に連載し、同年、フラマリオン社から刊行され、ゴンクール賞を受賞した。
塹壕戦と塹壕での兵士の生活を描いたこの小説は、一部の右派ナショナリズムの新聞・雑誌では「敗北主義」と批判されたものの、戦争のさなかにあって戦意を鼓舞するために戦果を誇張したり戦争を理想化したりするのとは逆に、その悲惨さ、恐怖、不条理をありのままに描いた作品と評され、バルビュスは「塹壕のゾラ」と称された。

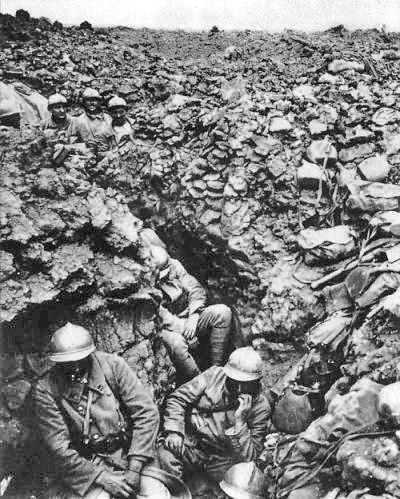
ヴェルダンの戦いにおける塹壕

同じく大戦中の翌1917年、バルビュスは前年のヴェルダンの戦いで負傷した社会主義の作家レイモン・ルフェーヴル、シャンパーニュの戦いで負傷した作家ポール・ヴァイヤン＝クーチュリエ（後に共産党の機関紙『リュマニテ』編集長）とともに在郷軍人共和派協会（ARAC）を設立した。これは退役軍人・戦争犠牲者への補償、反戦・平和運動、記憶の継承、反植民地主義・反ファシズムのための「自由、平等、友愛」という共和国の理念の促進を目的とする団体であり、労働インターナショナル・フランス支部（フランス社会党、SFIO）、共産主義インターナショナル・フランス支部（SFIC、現フランス共産党）の支持を得た。2度の大戦を経て、その役割は変わったものの、現在も活動を続けている。

### クラルテ運動・共産主義
1919年、次の戦争小説『クラルテ（光明）』を発表し、知識人の国際反戦・平和運動「クラルテ」を結成。機関誌『クラルテ』を刊行、編集長を務めた。この運動は、当時パリ法科大学で学んでいた小牧近江が参加し、帰国後の1921年にこの影響を受けた文学・思想雑誌『種蒔く人』を創刊したことで日本で広く知られることになった。彼は1924年にバルビュスの『クラルテ』の邦訳を発表しているが、小林多喜二も同じ1924年に同人雑誌『クラルテ』を創刊し、主宰するなど、日本における国際主義、反軍国主義、ひいてはプロレタリア文学運動の基盤となった。
クラルテ運動は第一次世界大戦の反省から反戦（反軍国主義）、国際主義を掲げながらも当初は政治的立場が不明確で、混乱もあったが、まもなく資本主義を批判し、ボリシェヴィキを支持。コミンテルンへの加盟を呼びかけ、議論の場となった。こうした議論は、1920年12月のフランス社会党（労働インターナショナル・フランス支部、SFIO）のトゥール党大会におけるコミンテルン（第三インターナショナル）への加盟および「共産主義インターナショナル・フランス支部」（Section française de l'Internationale communiste、SFIC）への改称（1943年のコミンテルン解散に伴い現在の「フランス共産党」に改称）につながった。
バルビュス自身は当初、マルクスの孫でフランス社会党（SFIO）員ジャン・ロンゲ（1919年までSFIOの議員、その後シャトネ＝マラブリー（オー＝ド＝セーヌ県）の市長）を支持していたが、やがてコミンテルンを支持し、1923年に共産党に入党した。以後、彼にとって作家としての活動と政治活動は密接に関わるものとなり、『戦士のことば』（1920年）、『刄をくわえて』（1921年）、『奈落に閃く光』（1921年）にはこの間に彼が自らの思想的立場を表明したテクストが収められている（邦訳は青野季吉訳『闘争に赫く光』、小牧近江・後藤達雄共訳『知識人に与う』として独自に編纂・刊行）。
『クラルテ』誌は、バルビュスと同じく戦争体験から反戦運動に参加したマルセル・フーリエが編集を担うと、共産党を中心に左派政党の党員や政治活動家が多数参加し、共産主義革命を目指す雑誌となり、1923年10月にドイツ共産党の革命（蜂起計画）が失敗した後、しばらくは方向を見失っていたが、ソレルとプルードンの思想に基づくサンディカリスムの理論家エドゥアール・ベルトの参加によって結束を固めた。
作家として共産党に入党したのはバルビュスが最初であったが、『クラルテ』誌が1924年に反資本主義を唱え、モーリス・バレスやアナトール・フランスに代表される古典主義文学を批判したことから、アンドレ・ブルトン、ルイ・アラゴンらのシュルレアリストの共感を得た。というのも、シュルレアリストは1921年に極右的な政治思想に傾倒したモーリス・バレスに対する批判する即興劇「バレス裁判」を上演し、1924年にアナトール・フランスが死去すると、彼が代表する文壇の権威主義を批判する小冊子を、ブラックユーモアを込めて『死骸』と題して刊行して一大スキャンダルを巻き起こしていたからである。一方、『クラルテ』は、バレスのショーヴィニスム（排外的愛国主義）、「盲目的軍国主義」を糾弾し、1923年に彼が死去した際には「アンチ・バレス」特集、アナトール・フランスが死去した際にも「アンチ・フランス」特集を発行した。『クラルテ』誌とシュルレアリストとのこうした協力関係は、反戦運動においても同様であり、1925年には共同でリーフ戦争反対の声明「まず革命を、そして常に革命を」を発表。この声明は共産党の機関紙『リュマニテ』（1925年9月21日付）と『シュルレアリスム革命』誌第5号（同年10月15日付）に掲載された。この後、シュルレアリスム運動に参加し、機関誌『シュルレアリスム革命』の編集委員であったピエール・ナヴィルがマルセル・フーリエとともに『クラルテ』誌の編集を担当すると、まずアラゴンが積極的に寄稿し、次いでポール・エリュアール、ロベール・デスノス、ミシェル・レリスも参加した。一方で、編集方針としてはマルクス主義であったが、編集委員のナヴィルが1928年のソビエト連邦訪問を機にレフ・トロツキーの左翼反対派の活動を支持し、『クラルテ』誌がトロツキズムに傾倒したことから、共産党に批判され、内部対立により1928年に終刊となった。ナヴィルはこの後、トロツキズムの雑誌として『階級闘争（la Lutte de classes）』を創刊、バルビュスは文学、芸術、科学、経済、社会問題の総合雑誌『モンド（世界）』（『ル・モンド』紙とは無関係）を創刊し、死去する1935年まで編集長を務めた（同年廃刊）。
最晩年の『スターリン』(1935)ではヨシフ・スターリンに対して「あなたがどんな人であろうと、すべてに目を光らせ、働いている人ーその人は学者の頭をもち、労働者の顔をし、兵隊服を着ているーの手のなかにあることは、あなたの運命で最良である」と礼賛した。

### 革命作家芸術家協会、世界各国での活動
バルビュスはこの間（1926年から29年まで）、『リュマニテ』紙の文芸欄編集長を務めるほか、国際革命作家同盟 (UIER) のフランス支部として1932年3月17日に革命作家芸術家協会が結成されると（ヴァイヤン＝クーチュリエ事務局長）、この活動に参加し、翌1933年7月に創刊された機関誌『コミューン』の編集委員を務めた。革命作家芸術家協会結成時の会員は作家80人、芸術家120人、うち共産党員が36人で、バルビュス、アンドレ・ジッド、アンドレ・マルロー、ポール・ニザン、ジョルジュ・ポリツェルのほか、ブルトン、アラゴン、デスノス、バンジャマン・ペレ、ルネ・クルヴェル、マックス・エルンストらシュルレアリストが多く参加した。また、ハリコフ会議参加を機に社会主義リアリズムに転じたアラゴンは編集事務局を務め、バルビュスの没後にジッド、ロマン・ロラン、ヴァイヤン＝クーチュリエとともに編集委員、1937年の秋からロマン・ロランと共同編集長を務めた。
バルビュスはフランス国内の反戦・平和運動、共産主義運動だけでなく、人権の侵害、抑圧、ファシズムに反対し、平和と自由を守るための世界各国の運動に参加し、米国の移民労働者ニコラ・サッコとバルトロメオ・ヴァンゼッティの冤罪事件（サッコ・ヴァンゼッティ事件）や労働運動の指導者トマス・ムーニーの冤罪事件（ムーニー事件）における処刑に反対する運動、ドイツの共産党員ヴィリー・ミュンツェンベルクの国際労働者救援会やインドの独立を支持する委員会（Comité pro-hindou）、イタリア、ドイツのファシズム（ナチズム）の影響を受けた、バルカン諸国における権威主義・全体主義体制を批判する「白い（王党派）恐怖政治の犠牲者擁護委員会」（バルカン諸国での調査の後、1926年に結成）に参加し、ファシスト党・ムッソリーニ政権を批判した社会主義者ジャコモ・マッテオッティの暗殺を糾弾するなど積極的な反ファシズム運動を展開し、国際的な影響力を有することになった。バルビュスのこうした活動については日本の社会主義の雑誌『改造』にも記事が掲載された。

### 国際反戦会議 - アムステルダム＝プレイエル運動
さらにロマン・ロランとともに「反ファシズム国際委員会（Comité antifasciste international）」を結成し、世界各国の知識人に「国際反戦会議（Congrès mondial contre la guerre）」の開催を呼びかけた。当初は1932年7月にジュネーヴで開催される予定であったが、最終的に「反帝国主義戦争国際会議」として同年8月にアムステルダムで開催され、フランスからバルビュス、ロマン・ロランのほか物理学者ポール・ランジュヴァン（1934年結成の反ファシズム知識人監視委員会副会長）、『リュマニテ』紙編集長を務めた共産党員のマルセル･カシャン、ソ連から作家のマクシム・ゴーリキー（1934年にソビエト連邦作家同盟を結成）、全ソ労組中央評議会第一書記のニコライ・シュヴェルニク、ドイツからミュンツェンベルク、女性解放運動家・ドイツ共産党員のクララ・ツェトキン、反ナチズムの作家ハインリヒ・マン（フランスに亡命）、米国に亡命していたノーベル物理学賞受賞者アインシュタイン、英国から哲学者バートランド・ラッセル（1950年にノーベル文学賞受賞）、米国から社会主義または共産主義の作家セオドア・ドライサー、ジョン・ドス・パソス、アプトン・シンクレア、日本から（モスクワに滞在していた）片山潜らをはじめとし、世界29か国から2,196人が参加する大規模な反戦会議となった。参加者2,196人の内訳は共産党員830人、社会党員291人、左翼社会党員24人、左翼反対派（共産主義者）10人、無所属1,041人であり、ロマン・ロランは思想的・社会的立場の異なる団体の団結を呼びかけ、バルビュスは開会演説で、「セクト主義をはなれて、帝国主義戦争反対の闘争という根本思想に導かれた」討論によって、本会議を超党派的な反戦・反ファシズム・平和運動につなげたいとした。

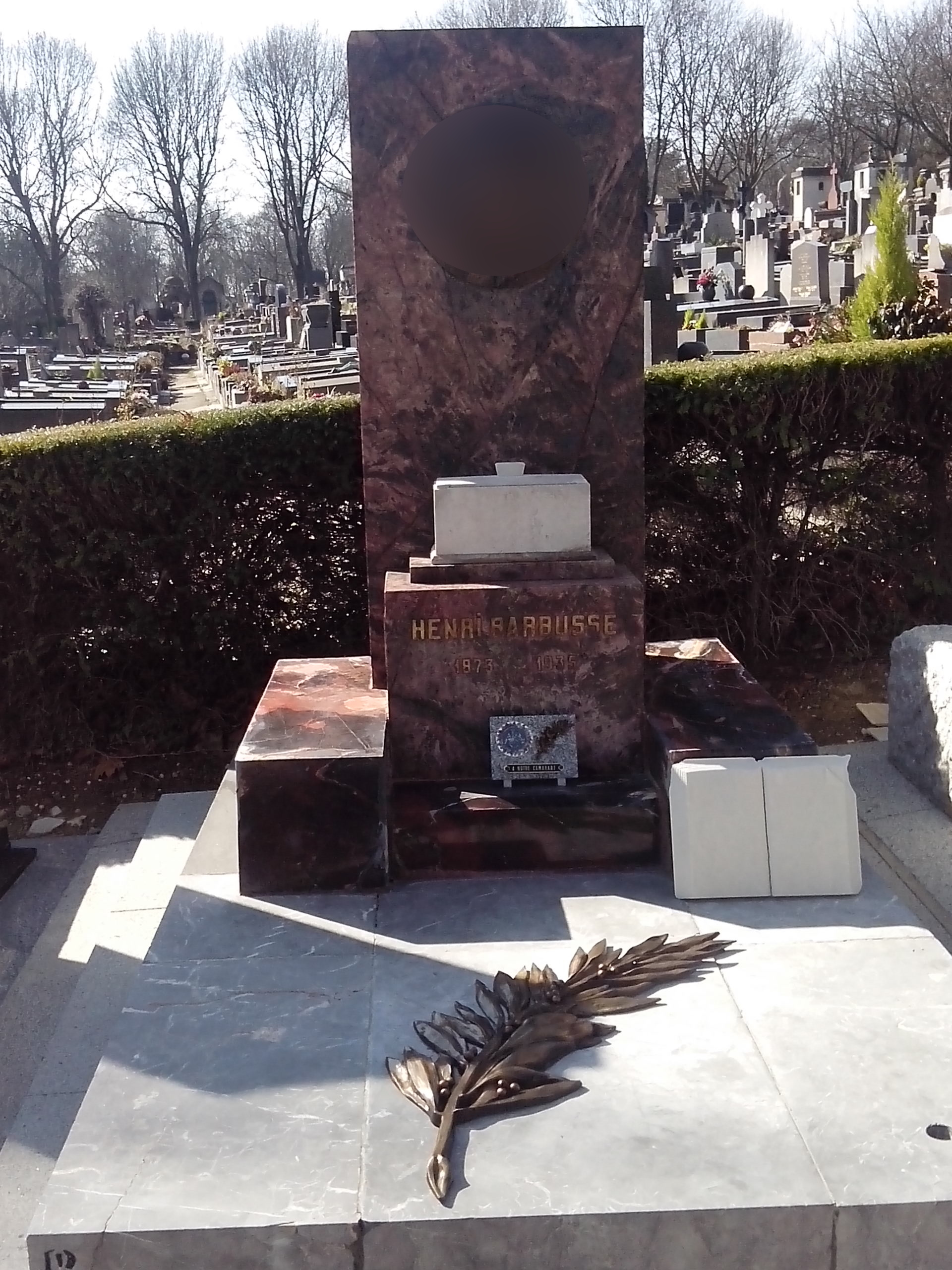
ペール・ラシェーズ墓地のバルビュスの墓

翌1933年の第2回反帝国主義戦争世界会議はパリ8区のサル・プレイエルで開催され、以後、アムステルダム＝プレイエル運動と称された。この会議の参加者は1934年結成の反ファシズム知識人監視委員会、1935年6月にファシズムから文化を守ることを目的に、バルビュス、ロマン・ロラン、マルロー、ジッド、アラゴンらを中心に開催された第1回文化擁護国際作家会議（ソ連からイリヤ・エレンブルグ、イサーク・バーベリ、ドイツからハインリヒ・マン、ベルトルト・ブレヒト、アンナ・ゼーガース、オーストリアからローベルト・ムージル、英国からオルダス・ハクスリーらが参加）にも参加し、同年の人民戦線の結成につながった。
同じ1935年の8月30日、バルビュスはモスクワ訪問中に急性肺炎により62歳で死去した。
50万人の市民がペール・ラシェーズ墓地に向かう葬列を見送った。

## 著書
- Pleureuses, Fasquelle, 1895 - 『泣く女たち』（詩集）
- Les Suppliants, Fasquelle, 1903 -『哀願する人々』（小説）
- L'Enfer, Albin Michel, 1908（小説）
  - 『地獄』布施延雄訳、新潮社〈泰西最新文芸叢書〉1921年 / 小牧近江訳、新潮社『世界文学全集32』1929年、新潮社〈新潮文庫〉1953年、蒼樹社、1950年 / 井上勇訳、創藝社〈近代文庫〉1952年、創藝社〈創芸新書〉1955年 / 田辺貞之助訳、岩波書店〈岩波文庫〉1954年 / 飯島耕一訳、東西五月社、1961年 / 秋山晴夫訳、二見書房〈コレクション・アモール〉1968年、角川書店〈角川文庫〉1969年 / 菅野昭正訳、集英社『デュエット版 世界文学全集50』1970年 /『地獄物語』安島健編・抄訳、世界思潮研究会〈世界パンフレット通信〉1923年
- Nous autres, Fasquelle, 1914 -『我々他の者たち』（短編集）
- Le Feu, Flammarion, 1916（小説）
  - 『砲火』新村猛・後藤達雄共訳、ダヴィッド社、1951年 / 秋山晴夫訳、三笠書房『三笠版現代世界文学全集5』1954年、角川書店〈角川文庫〉1955年 / 田辺貞之助訳、岩波書店〈岩波文庫〉1956年 / 宮原信訳、集英社『デュエット版 世界文学全集50』1970年
- Clarté, Flammarion, 1919
  - 『クラルテ』小牧近江ほか訳、叢文閣、1924年、ダヴィッド社、1952年 / 佐々木孝丸訳、平凡社〈世界プロレタリア傑作選集〉1930年 / 春陽堂〈世界名作文庫〉1932年、ゆまに書房〈昭和初期世界名作翻訳全集〉2007年 / 田辺貞之助訳、岩波書店〈岩波文庫〉1960年
- L'Illusion, Flammarion, 1919 -『幻想』（短編集）
- Paroles d'un combattant. Articles et discours 1917-1920, Flammarion, 1920 -『戦士のことば』（論集）
- Le Couteau entre les dents, Éditions Clarté, 1921 -『刄をくわえて』
- Quelques coins du cœur, Éditions du Sablier, 1921 -『心の片隅』（短編集）
- L'Étrangère, Flammarion, 1922 -『異国の女』（短編集）
- La Lueur dans l'abîme, ce que veut le groupe Clarté, Éditions Clarté, 1921 -『奈落に閃く光』（世界の終り、理性の反逆、「クラルテ」、「クラルテ」グループの規約）
- Les Enchaînements, Flammarion, 1925 -『連鎖』
- Trois films : Force, l'Au-delà, le Crieur, Flammarion, 1926 -『3つの映画 - 軍隊、来世、呼売り』
- Les Bourreaux (Dans les Balkans, La Terreur blanche), Flammarion, 1926 -『死刑執行人（バルカン諸国で / 白い（王党派の）恐怖政治）』（論集）
- Jésus, Flammarion, 1927 『イエス』
  - 『耶蘇』武林無想庵訳、改造社、1930年
- Les Judas de Jésus, Flammarion, 1927 -『イエスのユダたち（裏切った者たち）』
- Manifeste aux Intellectuels, Les Écrivains réunis, 1927 -『知識人への宣言』
- Faits divers, Flammarion, 1928 -『三面記事』
- Jésus contre Dieu, 1929 -『神に逆らうイエス』（未刊）
- Voici ce qu'on a fait de la Géorgie, Flammarion, 1929 -『これがグルジアに対してしたことだ』
- Ce qui fut sera, Flammarion, 1930 -『過去に起こったことが未来に起こる』
- Élévation, Flammarion, 1930 -『上昇』
- Russie, Flammarion, 1930 -『ロシア』
- Zola, Gallimard, 1932 -『ゾラ』
- J'accuse, Bureau d'Éditions, 1932 -『私は弾劾する』
- Connais-tu Thaelmann, Éditions Comité Thaelmann, 1934 -『テールマンを知っていますか』
- Staline. Un monde nouveau vu à travers un homme, Flammarion, 1935 -『スターリン - 一人の人間を通して見た新世界』
- La Guerre en Éthiopie, Éditions Mondiales, 1936 -『エチオピア戦争』
- Lettres de Lénine à sa famille, présentées par Henri Barbusse, avec la collaboration de Alfred Kurella, Rieder, 1936 -『レーニンが妻に宛てた書簡集』- 解題
- Lettres d'Henri Barbusse à sa femme 1914-1917, Flammarion, 1937 -『アンリ・バルビュスが妻に宛てた書簡集』

その他の邦訳（論集）
- 『闘争に赫く光』青野季吉訳、日本評論社出版部、1923年（新らしき時代へ / 文學者とユトピヤ / 偉大なる義務 / 何故君は戰ふか / ゾラの著作と範例 / 「クラルテ」團 / ダヌンチオに與ふ / 死者の靜謐 / 「ユマニテ」の編輯長に與ふ / 吾等は事實を知らうと思ふ / 舊戰友の欲するもの / 過去の革命の教訓 / 復活 / ロシア革命と勞働者の義務 / 國際聯盟について / 新らしき世界）
- 『知識人に与う』小牧近江・後藤達雄共訳、ダヴィッド社、1952年（知識人への宣言 / 知識人に与う - 現在と未来 / 新らしい芸術と新らしい秩序 / 個人と《社会的人間》 / 二つの組合組織 / われらのプログラム / グループ・クラルテについて（他二篇）/ グループ・クラルテについて / インドの解放のために / 日支事変にさいし、反戦主義者に訴う / 知識人に与う - 刄をくわえて / 一戦士のことば / 作家とユートピア / 生きている兵隊に / 中傷者への返答 / 大きな義務 / ガブリエル・ダヌンチオに / 新しいときに向つて / ゾラの作品と手本 / 過去の革命の教訓 / 新しい世界）